# Eglon (Washington)
Eglon es un área no incorporada ubicada en el condado de Kitsap en el estado estadounidense de Washington.

## Geografía
Eglon se encuentra ubicado en las coordenadas 47°52′7″N 122°31′10″O / 47.86861, -122.51944.